# امیلیو (بازیکن فوتبال اسپانیایی)
امیلیو (انگلیسی: Emilio؛ زادهٔ ۴ ژانویهٔ ۱۹۷۱) بازیکن فوتبال اهل اسپانیا است.
از باشگاه‌هایی که در آن بازی کرده‌است می‌توان به باشگاه فوتبال آلباسته بالومپیه، باشگاه فوتبال سابادل، باشگاه فوتبال اسپورتینگ خیخون، باشگاه فوتبال بارسلونا بی، باشگاه فوتبال بیرامار، باشگاه فوتبال مالاگا، و باشگاه فوتبال بارسلونا اشاره کرد.
وی همچنین در تیم‌های ملی فوتبال زیر ۱۶ سال اسپانیا، زیر ۱۸ سال اسپانیا، زیر ۱۹ سال اسپانیا، زیر ۲۰ سال اسپانیا، زیر ۲۱ سال اسپانیا، و زیر ۲۳ سال اسپانیا بازی کرده‌است.